# Teja Gregorin
Teja Gregorin (Liubliana, 29 de junio de 1980) es una deportista eslovena que compite en biatlón.
Participó en cuatro Juegos Olímpicos de Invierno, entre los años 2002 y 2014, obteniendo una medalla de bronce en Sochi 2014 en la prueba de 10 km persecución. Ganó dos medallas de plata en el Campeonato Mundial de Biatlón, en los años 2009 y 2012.

## Palmarés internacional
| Juegos Olímpicos   | Juegos Olímpicos            | Juegos Olímpicos  | Juegos Olímpicos |
| Año                | Lugar                       | Medalla           | Prueba           |
| ------------------ | --------------------------- | ----------------- | ---------------- |
| 2014               | Sochi (Rusia)               | Medalla de bronce | Persecución      |
| Campeonato Mundial |                             |                   |                  |
| Año                | Lugar                       | Medalla           | Prueba           |
| 2009               | Pyeongchang (Corea del Sur) | Medalla de plata  | Individual       |
| 2012               | Ruhpolding (Alemania)       | Medalla de plata  | Relevo mixto     |